# تامارا چرمنووا
تامارا چرمنووا (روسی: Тамара Черемнова؛ زادهٔ ۶ دسامبر ۱۹۵۵) نویسنده اهل روسیه است.
وی همچنین برندهٔ جوایزی همچون ۱۰۰ زن بی‌بی‌سی شده‌است.